# Koenigsegg Konigsei
La Koenigsegg Konigsei, ou Koenigsegg Königsei est un concept car dessiné par le designer de Mitsubishi Maximilian Schneider pour le constructeur automobile suédois Koenigsegg.

## Historique
Schneider s'est inspiré de l'œuf pour créer cette Supercar, notamment pour dessiner la forme de la voiture. De plus, le matériau composite dont est fait la coque comprend de la coquille d’œuf recyclée.

## Dénomination
Son nom vient du mot « Koenig », qui veut dire « Roi » en allemand. Il y a aussi le mot « Ei », qui veut dire « Œuf » dans cette même langue. Donner un nom français à cette Supercar reviendrait à l'appeler « Roi-Œuf ».